# 聖馬里波恩的海爾什姆男爵昆汀·霍格
昆汀·麥加勒爾·霍格，聖馬里波恩的海爾什姆男爵，KG，CH，PC，QC，FRS（英語：Quintin McGarel Hogg, Baron Hailsham of St Marylebone，1907年10月9日—2001年10月12日），通稱海爾什姆勳爵（Lord Hailsham，香港譯作許琛勳爵），英國法官及保守黨政治家，從政50年，曾歷仕六位英國首相。海爾什姆勳爵原本在1950年繼承了父親之世襲貴族爵位，成為第二代海爾什姆子爵（2nd Viscount Hailsham），但後於1963年選擇終身放棄該爵位。
在1963年，海爾什姆勳爵曾有望成為英國首相，但首相之位最後卻由何謨爵士奪得。晚年他曾兩任大法官之職，在保守黨內享有崇高地位，甚至被稱為保守黨的「巨人」。

## 生平

### 早年生涯
霍格在1907年10月9日生於英國倫敦，父親第一代海爾什姆子爵曾在鮑德溫政府出任大法官；母親伊莉莎伯·特林布爾·布朗，來自美國田納西州；而祖父奎尼汀·霍格則是商人及著名慈善家。霍格早年入讀伊頓公學和牛津大學基督教堂學院。在大學求學期間，霍格在學術上表現突出，而且還在1931年成為萬靈學院的院士。霍格最初修讀古典文學，但後來卻取得獎學金轉讀法律，並在1932年於林肯法律學院取得執業律師資格。

### 政治生涯

#### 二戰前後
霍格曾經支持張伯倫的《慕尼黑協定》，並在1938年代表保守黨出選牛津補選，最後更打敗工黨候選人，即牛津大學貝利奧爾學院院長A·D·林賽，成功進入下議院。
惟第二次世界大戰爆發後，霍格轉而反對張伯倫在1940年5月對挪威戰況所發表的言論，並且支持邱吉爾。未幾，他應召入伍，被派到中東的沙漠戰場擔任排長。霍格後來在戰場上被擊傷膝蓋，右腳差點不保，事後以少校的軍階提早於1944年退役。在1945年大選，霍格再度在牛津選區參選尋求連任，結果勝出。

#### 二戰以後
在1950年，霍格的父親逝世，他於是繼承父親的世襲貴族爵位，成為第二代海爾什姆子爵。由於當時世襲貴族只可在上議院議政，所以他不得不放棄自己的下院席位。海爾什姆勳爵曾認為自己的政治生涯已自此終結，因此他曾主動淡出政壇，並專注發展法律業務，在自己的律師行擔任主席。不過，當保守黨於1951年重新上台後，他又開始參與政治。至1956年，備受蘇伊士運河危機困擾的首相艾登委任他為第一海軍大臣，而繼任的另一保守黨首相麥美倫亦曾在1957年委任他為樞密院議長、保守黨主席，以及1959年大選的競選活動籌辦人。保守黨在1959年大選勝出以後，海爾什姆勳爵備受重視，進而短暫出任掌璽大臣，至1960年改任上院領袖兼樞密院議長，後來又在1962年兼任體育部長之職。
1963年夏天是海爾什姆勳爵在政治生涯上的轉捩點。他當年曾前往蘇聯，成功簽署一項禁止核試的條約；到後來政府爆發「普羅富莫事件」後，他又特別地從道德角度，而非政治觀點譴責醜聞，從而獲得到社會的注意。同年，受到「普羅富莫事件」的嚴重打擊，再加上前列腺癌（後來證實是誤診）的困擾，麥美倫突然在1963年10月10日，即一年一度的保守黨大會舉行前夕，宣佈自己即將辭任首相一職。在大會召開不久以後，麥美倫告訴海爾什姆勳爵，表示很希望由他接任首相。海爾什姆勳爵其實早對首相之位存在野心，再加上早前下院通過了法案，容許世襲貴族終身放棄爵位，然後再參選下院議席，結果海爾什姆勳爵在大會舉行期間舖張地宣佈自己即將放棄世襲貴族身份，以高姿態表示自己已經完全準備好接任首相。
雖然如此，也許黨內的資深政治家對海爾什姆勳爵在保守黨大會的粗鄙表現感到反感，另外又對他奔放沸騰的性格存有保留，擔心很難對他作出節制，結果他未能取得黨內的足夠支持。至於另一位同樣表示要放棄貴族爵位的對手何謨伯爵，卻得到保守黨黨內的資深政治家支持，最後成為首相。儘管沒有成為首相，但回復庶民身份的霍格仍然成功在聖馬里波恩選區之補選勝出（其父親亦曾是此選區的下院議員），重返下院，並且得以在內閣留任，而且在1964年還兼任教育及科技大臣之職。
在1964年，保守黨在大選敗於工黨的韋爾遜，何謨爵士隨後在1965年辭任保守黨黨魁，並由希思接任。希思出任黨魁後，即在1966年起用霍格為影子內務大臣。至1970年，希思帶領保守黨重新上台，霍格原本有意出任內務大臣，但其意見卻遭到忽略。另一方面，希思為了補償霍格在1963年競逐首相失敗，於是決定晉封霍格為終身貴族，並且委任他到內閣出任地位超然的大法官職位。霍格所獲的終身貴族頭銜全名是薩西克斯郡赫斯蒙梭，聖馬里波恩的海爾什姆男爵（Baron Hailsham of St Marylebone, of Herstmonceaux in the County of Sussex），他是英國歷史上首位放棄世襲貴族，然後再獲賜封為終身貴族的人。

#### 大法官生涯
海爾什姆勳爵曾兩任大法官之職，第一次是自1970年至1974年，而第二次則是在1979年至1987年。在1974年，保守黨政府因為在選舉落敗而垮台，海爾什姆勳爵亦因此宣佈退出政壇。不過在1978年，其第二任妻子因為在澳洲騎馬時遇上意外喪生，結果激發他重新返回政壇。不久，在1979年，戴卓爾夫人成功領導保守黨上台執政，而基於海爾什姆勳爵此時已成為黨內極具聲望和地位的元老，戴卓爾夫人惟有委任他再度擔任大法官。
海爾什姆勳爵與戴卓爾夫人的關係只屬一般。據悉，戴卓爾夫人在1975年成為保守黨史上第一位女黨魁時，海爾什姆勳爵曾因此而嘆息泣然，以為保守黨竟淪落至要以女流之輩支撐大局。相反，據前環境大臣夏舜霆憶述，戴卓爾夫人對海爾什姆勳爵專敬之餘亦懷有戒懼，所以她當初在1979年任相組閣時，也是在迫不得已的情況下召他入閤。不過，話雖如此，在第二度任職大法官期間，海爾什姆勳爵與戴卓爾夫人的關係並不如想像中惡劣。海爾什姆勳爵凡對感到興趣的議題都會熱心討論，並提供大量意見，而戴卓爾夫人則往往樂於聆聽和加以採用。
綜合海爾什姆勳爵的兩任大法官任期，英國本土的重要司法職位曾多次出缺，為此，他多次負責任命高等法院法官和巡迴法院法官，並先後在1970年和1980年委任威傑里勳爵和萊恩勳爵為首席大法官。另外，透過《1971年法院法案》，他又擴大全國巡迴法官和特委法官的人數，以滿足社會對法庭服務日益上升的需求。
除了法官任命以外，面對申請成為御用大律師的人數愈來愈多，他對御用大律師的任命顯得十分重視。雖然他樂於聆聽各界的意見，但他任內仍十分堅持要由自己選定每一年的御用大律師。此外，海爾什姆勳爵亦十分強調司法獨立，並反對有任何的行政干預，惟他任內則拒絕作出有關的法律與司法制度改革。
雖然海爾什姆勳爵在大法官任內顯現出稱職的行政能力。不過，儘管他有御用大律師的身份，可是他以往政務纏身，所以實際上卻缺乏上庭的經驗。正因如此，他任內甚少履行大法官主持審訊的職責，而原本在上議院受理上訴委員會與樞密院司法委員會的審案工作，往往也交由其他法官跟進。

### 晚年
在1987年大選後，戴卓爾夫人決意改組內閣，海爾什姆勳爵遂成為了改組的目標之一。最後，海爾什姆勳爵亦接受了戴卓爾夫人的決定，於1987年以80歲之高齡辭任大法官之職，從此退出政壇。在1988年，為表彰其貢獻，他獲英女皇伊利沙伯二世冊封為嘉德騎士。
晚年的海爾什姆勳爵惡疾纏身，終在2001年10月12日，即其94歲生日後3日於倫敦去世。他死後，其於1963年終身放棄的世襲子爵爵位由兒子道格拉斯·霍格繼承。道格拉斯·霍格在繼承爵位時乃下院議員，但由於英國在1999年通過法案，廢除了世襲貴族在上院議政的權利，所以道格拉斯無須像他的父親一樣，要放棄其世襲貴族爵位才能留住下院議席。
他死後，時任英國首相貝理雅、各主要政界與法律界別均深表哀悼。其中，曾與他在內閣共事的夏舜霆更以「巨人」和「主導了政治舞台」來形容他的一生。

## 家庭
海爾什姆勳爵曾結婚三次。第一次在是於1931年與納塔莉·沙利文（Natalie Sullivan）結婚，惟兩人在1943年以離婚收場，至於納塔莉後來在1987年去世。在1944年，海爾什姆與瑪麗·馬丁（Mary Martin）結婚，這是他最美滿的婚姻，後來瑪麗在1978年於澳洲因騎馬意外喪生，曾對海爾什姆造成沉重打擊。瑪麗死後，海爾什姆勳爵復在1986年與迪爾德麗·香農（Deirdre Shannon）結婚，而迪爾德麗則在1998年離世。海爾什姆勳爵共肓有2子3女，全由瑪麗所出，他們是：
- 道格拉斯·馬丁·霍格閣下，MP （Hon. Douglas Martin Hogg，1945年2月2日－）
- 瑪麗·勒克萊爾·霍格女爵士閣下，DBE （Hon. Dame Mary Claire Hogg，1947年1月15日－）
- 法蘭西絲·依芙蓮·霍格閣下 （Hon. Frances Evelyn Hogg，1949年11月11日－）
- 詹姆士·理查·馬丁·霍格閣下 （Hon. James Richard Martin Hogg，1951年－）
- 嘉芙蓮·阿米莉亞·霍格閣下 （Hon. Katherine Amelia Hogg，1962年10月18日－）

## 榮譽

### 殊榮
- Q.C. （1953年）
- P.C. （1956年10月9日）
- 終身貴族 （1970年6月30日）
- F.R.S （1973年6月14日）
- C.H. （1974年）
- K.G. （1988年4月22日）

### 頭銜
- 奎尼汀·霍格，Esq （1907年10月9日－1928年4月5日）
- 奎尼汀·霍格閣下 （1928年4月5日－1938年）
- 奎尼汀·霍格閣下，MP （1938年－1950年8月16日）
- 海爾什姆子爵閣下 （1950年8月16日－1953年）
- 海爾什姆子爵閣下，QC （1953年－1956年10月9日）
- 海爾什姆子爵閣下，PC，QC （1956年10月9日－1963年11月20日）
- 奎尼汀·霍格閣下，QC，MP （1963年11月20日－1970年6月30日）
- 聖馬里波恩的海爾什姆勳爵閣下，PC，QC（1970年6月30日－1973年6月14日）
- 聖馬里波恩的海爾什姆勳爵閣下，PC，QC，FRS（1973年6月14日－1974年）
- 聖馬里波恩的海爾什姆勳爵閣下，CH，PC，QC，FRS（1974年－1988年4月22日）
- 聖馬里波恩的海爾什姆勳爵閣下，KG，CH，PC，QC，FRS（1988年4月22日－2001年10月12日）

### 榮譽校長
- 格拉斯哥大學 （1959年至1962年）

### 榮譽院士
- 萬靈學院 （1931年至1938年及1961年至2001年）

## 雜記
- 海爾什姆勳爵在1976年一次演講中首次提出了「民選獨裁」（Elective Dictatorship）一詞，用來說明民選政府在議會取得過半數議席，以致立法對行政的監察作用失效之情況。

## 部份著作
- One Year's Work，1944年。
- The Case for Conservatism，Penguin books，1947年[註 3]。
- Science and Politics，Greenwood Press Reprint，1974年。
- The Door Wherein I Went，London：Collins，1975年。（自傳）
- A Sparrow's Flight: Memoirs，London：HarperCollins，1990年。（自傳）

## 延伸閱讀
- Ross Clifford，Leading Lawyers Case for the Resurrection，Alberta：Canadian Institute for Law, Theology and Public Policy，1996年。

## 外部連結
- 戴卓爾夫人1979年內閣簡介 （页面存档备份，存于），BBC